# Krúsrak
Krúsrak is een brug over Rijksweg 7 bij Sneek in de provincie Friesland.
Krúsrak is de eerste brug van de twee houten bruggen bij Sneek en werd in november 2008 in gebruik genomen. De tweede brug, Dúvelsrak, volgde in 2010.

## Prijsvraag
In 2005 schreef de gemeente Sneek een prijsvraag uit voor het meest originele en bruikbare viaductontwerp over de A7 bij de kruisingen Akkerwinde en Molenkrite. Het winnende ontwerp was van Onix en Achterbosch Architectuur.

## Materialen en bouw
De bruggen bestaan uit een stalen wegdek, dat is gemaakt in Bergum, en een geheel houten overspanning, die 32 meter lang en 15 meter hoog is.
Geen enkel onderdeel van het hout is recht, alles is gebogen of gedraaid. Alle verbindingen werden gelijmd. De voorbereidingen en bouw duurde vier jaar, omdat veel onderzoek moest worden gedaan naar geschikte hout- en lijmsoorten. Besloten werd om geacetyleerd hout te gebruiken, dit kwam uit productiebossen in Nieuw-Zeeland.

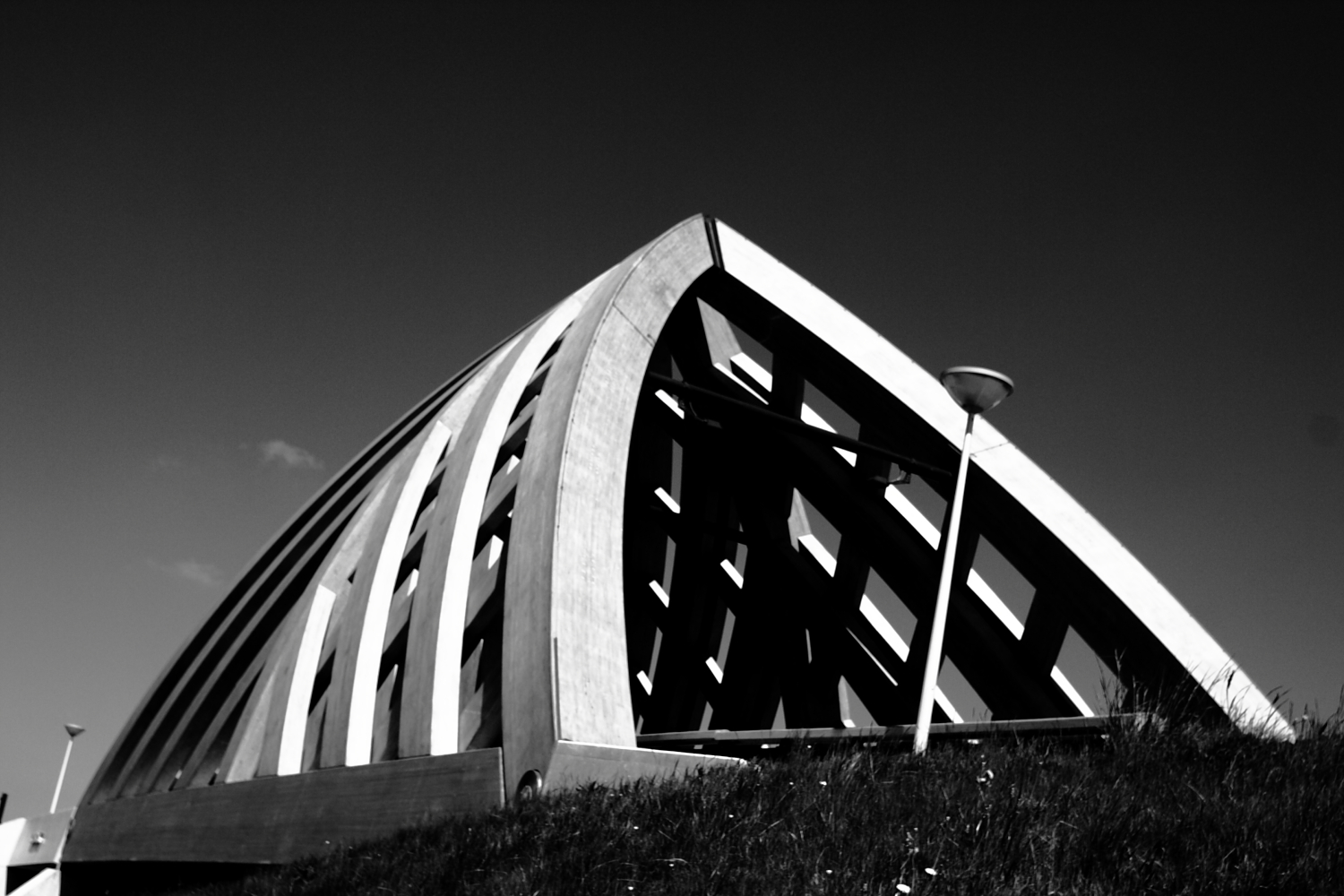
Krúsrak in zwart-wit

Het hout werd bij het Nederlandse bedrijf Titan Wood met azijnzuuranhydride geïmpregneerd waardoor de cellen van het hout veranderden en het hout even sterk werd als hardhout, dat voor deze constructie te zwaar zou zijn geweest. De bouw van de overspanning werd uitgevoerd door Schaffitzel, een Duits bedrijf dat gespecialiseerd is in het bouwen van houten bruggen.  Schaffitzel maakte er een soort bouwpakket van dat ter plaatse in elkaar gezet werd. Het geheel weegt 354 ton per brug.
In 2010 heeft de houten brug It Krúsrak, de houtinnovatieprijs gewonnen.
Dúvelsrak · Geeuwbruggen · Harinxmabrug · Jousterpijp · Koninginnebrug · Krúsrak · Laatste Stuiverbrug · Oppenhuizerbrug · Wonderbrug · Woudvaartbrug